# Velletri-Segni suburbikariska stift
Velletri-Segni suburbikariska stift är ett stift inom Romersk-katolska kyrkan beläget i Rom, Italien. Stiftet är ett av de sju så kallade suburbikariska stiften, vilket innebär att det tjänar som säte för en av kyrkans kardinalbiskopar.
Stiftet tar sitt namn från staden Velletri, som idag är en integrerad del av Roms storstadsområde. Under perioden 1105–1914 var stiftet sammanslaget med Ostias katolska stift, under namnet Ostia och Velletri (italienska: Ostia e Velletri). Från 1914 var stiftet självständigt, för att från 1981 slås samman med stiftet Segni under namnet Velletri-Segni (Velletri e Segni).
Domkyrka är Sankt Clemens katedral i Velletri, tillägnad den helige Clemens.
Biskop är sedan 2005 kardinal Francis Arinze. Biskopsämbetet i de suburbikariska stiften är dock i praktiken överlåtet till en tjänstgörande stiftsbiskop.

### Fotnoter
1. ↑  ”Velletri-Segni (Cardinal Titular Church)”. Catholic.Hierarchy.org. http://www.catholic-hierarchy.org/diocese/d1v00.html. Läst 2 augusti 2013.